# Bourj Hammoud Stadium
El Bourj Hammoud Stadium (en árabe: ملعب برج حمود‎) es un estadio de fútbol ubicado en la localidad de Burj Hammoud en Líbano.

## Historia
Cuenta con capacidad para 8000 espectadores y es la sede de tres equipos de la ciudad. Fue sede de diez partidos en la clasificación de AFC para la Copa Mundial de Fútbol de 1994 y de dos partidos en la clasificación de AFC para la Copa Mundial de Fútbol de 1998.